# Грамено, Михаль
Михаль Грамено (алб. Mihal Grameno; 13 января 1871, Корча — 5 февраля 1931, Корча) — албанский писатель и активист борьбы за независимость.
Происходил из семьи купцов, православный. В молодости эмигрировал в Румынию, где стал участвовать в албанском национальном движении. В 1889 году избран секретарём патриотического общества Drita, действовавшего в Бухаресте. За это время опубликовал свои первые стихи.
По возвращении в Албанию в 1907 году присоединился к Черчизу Топулли, с которым воевал против турок. В 1908 году принял участие в битве при Машкуллоре.
Грамено занимался просветительской деятельностью в деревнях на юге Албании. В 1908 году принял участие в съезде в Монастире, на котором был принят стандартный алфавит албанского языка. В 1909 году основал в Корче Православную лигу (Lidhja Ortodokse). В 1912 году был одним из подписантов Декларации независимости.
После раздела албанских земель, во время Первой мировой войны, эмигрировал в Соединённые Штаты. Там стал участвовать в организации Vatra, объединяющей албанцев, живущих в Соединённых Штатах, и редактировал еженедельник Koha (Время). В 1919 году участвовал в Парижской мирной конференции в составе делегации албанской диаспоры. В 1921 году вернулся в Албанию, где начал писать статьи, в которых призывал к демократизации албанского государства. После падения правительства Фана Ноли в 1924 году отошел от общественной деятельности. В 1925 году издал воспоминания о битвах с турками. Один из основоположников албанской новеллы. Перевёл на албанский язык некоторые статьи В. И. Ленина.